# Kiralık Aşk
Kiralık Aşk es una serie de televisión turca de 2015, producida por Ortaks Yapım para Star TV.

## Trama
Defne (Elçin Sangu) es una camarera con grandes problemas económicos. Por otro lado, Ömer (Barış Arduç) está teniendo una desastrosa cita en el restaurante donde trabaja Defne. Para escapar de la cita, finge que la joven es su novia y la besa. Al ver lo sucedido, la tía de Ömer, Neriman (Nergis Kumbasar), se acerca a Defne y le ofrece una gran suma de dinero para enamorar a su sobrino. Debido a la desesperación, la joven acepta y es contratada como la nueva asistente personal de Ömer, Defne siempre estuvo enamorada de Sinan Karakaya, el amigo de Ömer, pero se dara cuenta que su amor verdadero es Ömer, él es un hombre muy serio poco amistoso y muy enigmático, Ömer se empieza a enamorar de ella, Defne enamorada de Ömer no se siente cómoda con la situación, y trata de alejarse pero el destino no los deja separase.

## Elenco
- Elçin Sangu como Defne Topal.
- Barış Arduç como Ömer İplikçi.
- Sinem Öztürk como Yasemin Kayalar.
- Salih Bademci como Sinan Karakaya.
- Müjde Uzman como Seda Berensel.
- Seçkin Özdemir como Pamir Marden.
- Nergis Kumbasar como Neriman İplikçi.
- Onur Büyüktopçu como Koray Sargın.
- Hikmet Körmükçü como Türkan Topal.
- Ayberk Atilla como Sadri Usta.
- Ferdi Merter como Hulusi İplikçi.
- Levent Ülgen como Necmi İplikçi.
- Melisa Şenolsun como Sude İplikçi.
- Kerem Fırtına como İsmail.
- Sanem Yeles como Nihan Topal.
- Osman Akça como Serdar Topal.
- Melisa Giz Cengiz como Esra Topal.
- Ender Sakallı como Vedat.
- İsmail Karagöz como Şükrü.
- Hande Ağaoğlu como Mine.
- Ragıp Gülen como Zübeyir Taşçalan.
- Selin Uzal como Derya.
- Devrim Yalçın como Deniz Tranba.
- Elifcan Ongurlar como Fikret Gallo.
- Simge Doğanlar como Ece.
- Leyla Lydia Tuğutlu como İz.
- Özlem Gezgin como Nazlıcan.
- Baris Murat Yagci como Eymen.

## Temporadas
| Temporada | Temporada | Episodios | Rango de episodios | Emisión original         | Emisión original |
| Temporada | Temporada | Episodios | Rango de episodios | Inicio                   | Final            |
| --------- | --------- | --------- | ------------------ | ------------------------ | ---------------- |
|           | 1-2 сезон | 52        | 2 сезон 53-104     | 19 de junio de 2014      | По кінець 2014   |
|           | 3-4 сезон | 105-160   | 4 сезон 161-208    | 23 de septiembre de 2015 | Лютого 2016      |